# Long Pyramid
Long Pyramid is een kunstwerk uit 1994 van de Amerikaanse minimalist Sol LeWitt (1928-2007) in de Nederlandse stad Maastricht. Door de plaatsing van de sculptuur in een niet afgesloten binnenhof van het Bonnefantenmuseum, functioneert het werk niet alleen als museumstuk (inventarisnr. 1004065), maar ook als beeld in de openbare ruimte.

## Geschiedenis
Het Bonnefantenmuseum was vanaf de oprichting in 1884 lange tijd een stedelijk, later provinciaal museum voor oudheidkunde. Pas vanaf de jaren 1970 ging hedendaagse kunst een rol spelen in de collectievorming en het expositiebeleid, vooral na de komst van Alexander van Grevenstein, van 1976 tot 1979 curator, van 1986 tot 2011 directeur van het museum. Onder zijn leiding groeide het Bonnefantenmuseum uit tot een toonaangevende kunstinstelling in Zuid-Nederland. Van Grevensteins belangstelling voor de Amerikaanse minimal art en de conceptuele kunst weerspiegelde zich in het tentoonstellingsgprogramma, met onder anderen solotentoonstellingen van Richard Deacon, Robert Mangold en Richard Serra.
In 1995 betrok het Bonnefantenmuseum het door Aldo Rossi ontworpen nieuwe gebouw in de wijk Céramique, gelegen aan de Maas. In 1999 werden de collecties archeologie en oudheidkunde afgestoten en vanaf die tijd was het Bonnefanten nog uitsluitend kunstmuseum. Aangezien het financieel onmogelijk was om de achterstand op andere kunstmusea qua collecties in te lopen, koos Van Grevenstein ervoor om een basiscollectie (seminal collection) aan te leggen met werk van onder anderen Marcel Broodthaers, Sol LeWitt, Richard Serra, Jannis Kounellis, Mario Merz en Luciano Fabro. Van LeWitt verwierf het museum in totaal zestien werken, door aankoop en schenking, waaronder Complex Forms no. 8 (1988), Brushstrokes in Four Directions (1994) en Part of a Cube (1999). In 2007, het jaar van zijn dood, onderstreepte de kunstenaar zijn bijzondere relatie met het museum door de schenking van Wall Drawing #1239 Scribbles: (Bonnefanten).
LeWitts monumentale Long Pyramid kwam in 1993-94 tot stand en werd in 1995 aangekocht door het Bonnefantenmuseum. Van meet af aan was het bedoeld voor de Wiebengahal, die aanvankelijk als 'beeldenpark' was ingericht. In de gerestaureerde fabriekshal van de Société Céramique nam het kunstwerk vanaf 1995 een groot deel van de eerste etage in beslag. Vanwege het lage plafond kwam het werk daar niet tot zijn recht: de op een na hoogste stenenlaag was tegen de plafondbalken gestapeld en voor de bovenste laag was helemaal geen plaats. Toen bleek dat de klimaatbeheersing in het gebouw niet optimaal geregeld kon worden, werd besloten de collectie hedendaagse beeldhouwkunst naar het hoofdgebouw te verplaatsen. Voor de twee grootste sculpturen, Serra's The Hours of the Day en LeWitts Long Pyramid, was binnen geen plaats en werden de binnenhoven van het E-vormige museumgebouw heringericht.

## Beschrijving
LeWitt ontwierp zijn grote sculpturen (door hemzelf constructions genoemd) als schaalmodel en vervaardigde daarna de werktekeningen. De uitvoering liet hij over aan anderen, vaak studenten of museummedewerkers. De schetsen, tekeningen en maquettes behoren om die reden tot het kunstwerk en dragen tot op zekere hoogte meer nog zijn stempel dan het eindresultaat. Het model voor Long Pyramid werd al in 1993 door het Bonnefantenmuseum verworven. De afmetingen van de maquette (inclusief de sokkel) bedragen: 164,1 x 55,7 cm x 37.5 cm. Twee ontwerptekeningen uit 1993-1994, een zijaanzicht en een bovenaanzicht, werden in 1994 verworven.
Het werk Long Pyramid uit 1994 bestaat uit een gemetselde opeenstapeling van 1112 industrieel vervaardigde betonstenen, die een langwerpige piramide vormen met een rechthoekige plattegrond. Elke betonsteen weegt 20 kg en heeft dezelfde standaardafmetingen: 39 x 19 x 9 cm. De afmetingen van het gehele werk bedragen: 14,4 x 3,6 x 3,2 m. Het totaalgewicht is 22.240 kg. De bakstenen zijn gestapeld in achttien lagen, die zich per twee lagen versmallen. In totaal heeft de piramide dus acht 'treden'. Zoals veel van LeWitts werk komt ook hier de minimalistische vorm voort uit een complexe ordening. Het werk is centraal geplaatst in de zuidelijke binnenhof van het Bonnefantenmuseum, die circa 35 x 15 m meet en met grind geplaveid is. Aan de westzijde opent de hof zich naar de Maas toe.

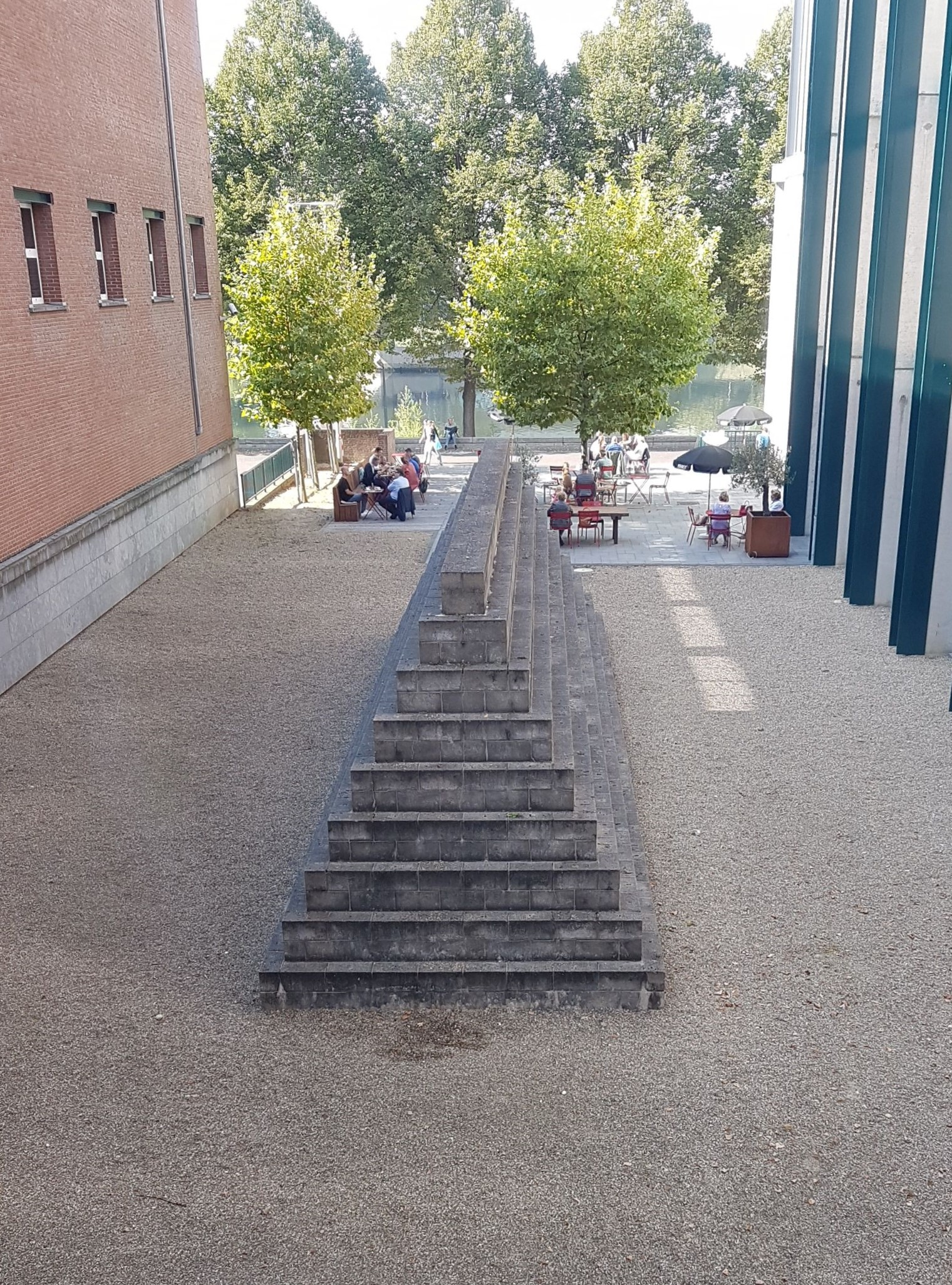
Zicht vanuit het museum
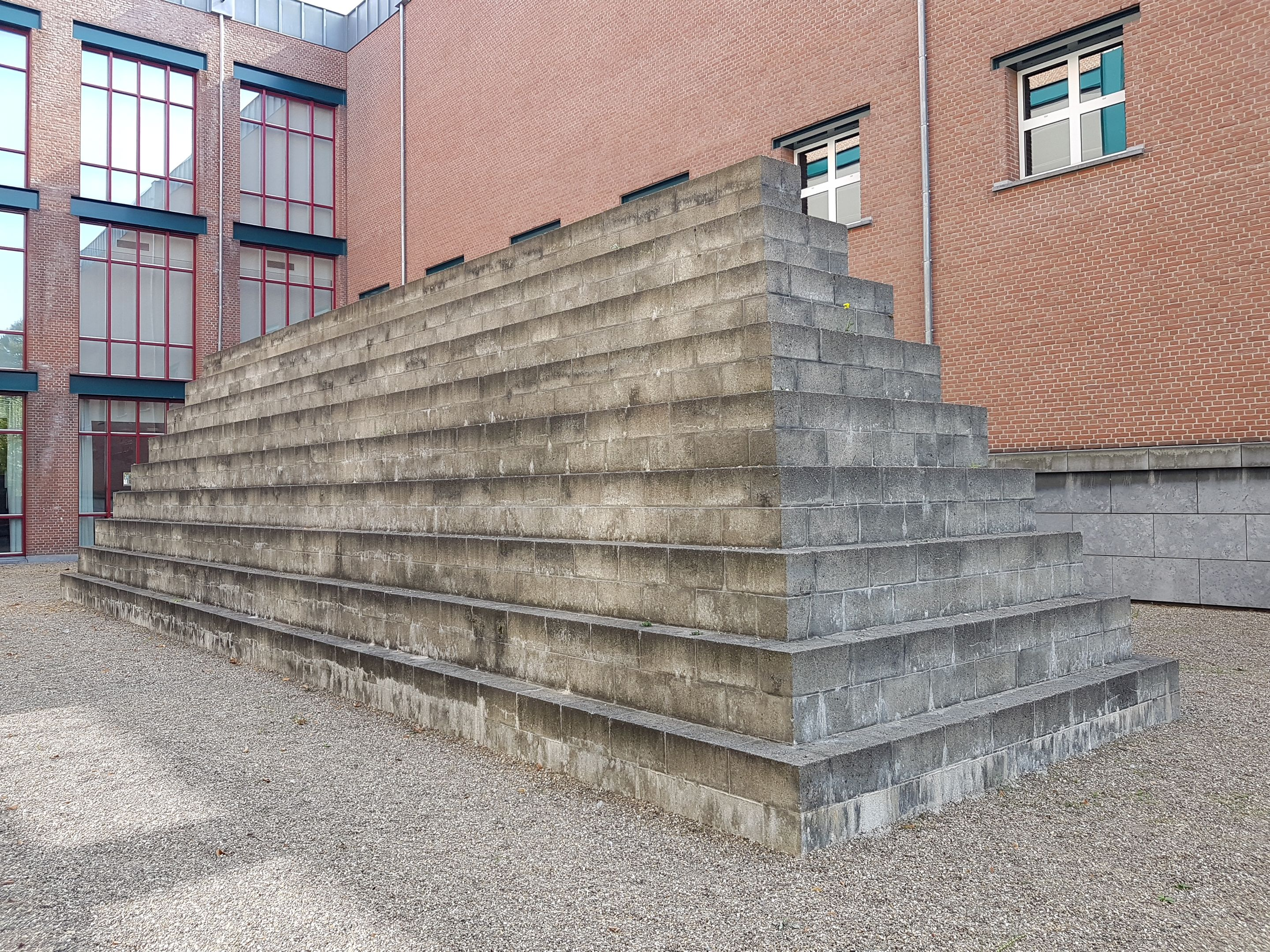
Voor- en zijaanzicht
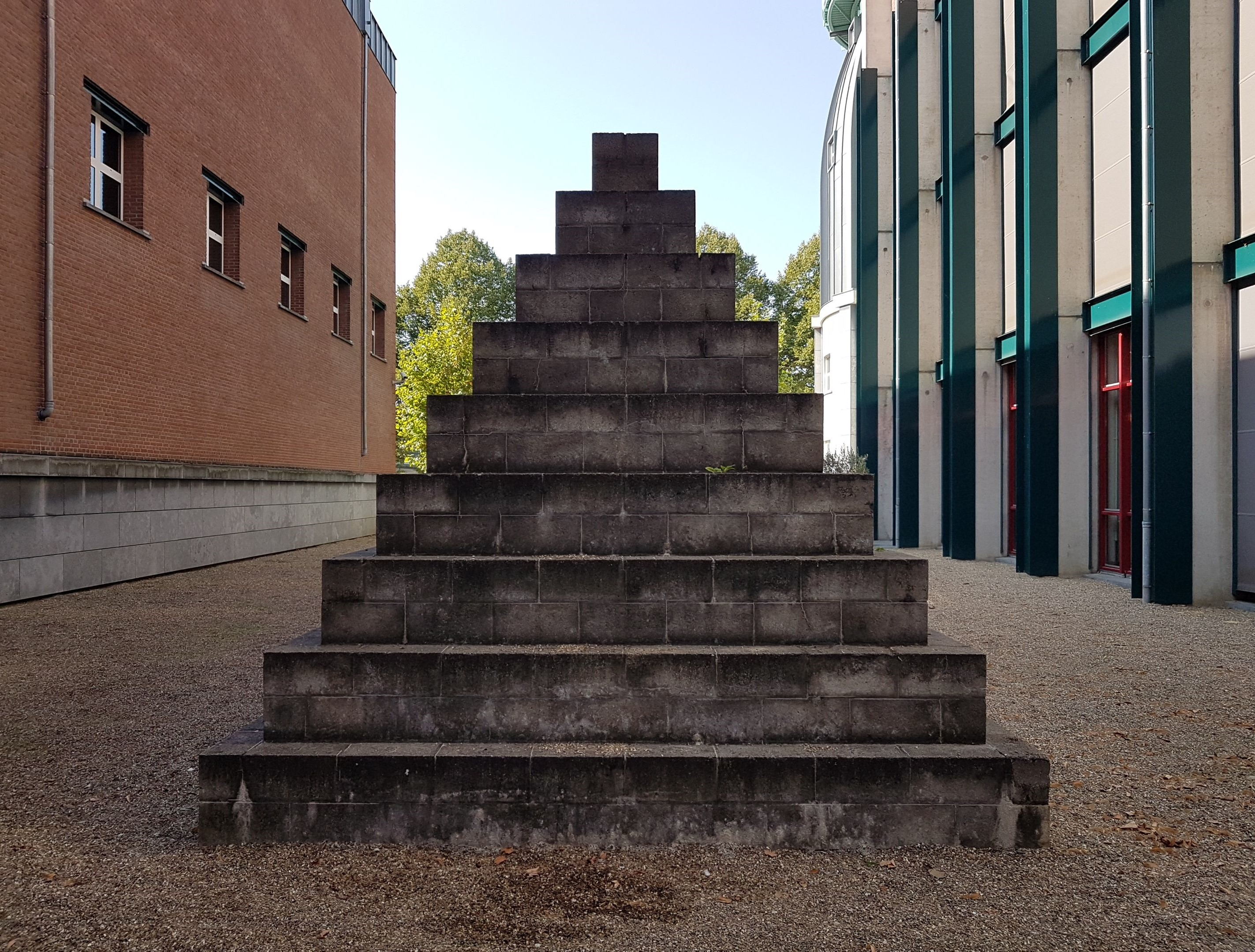
Achterkant
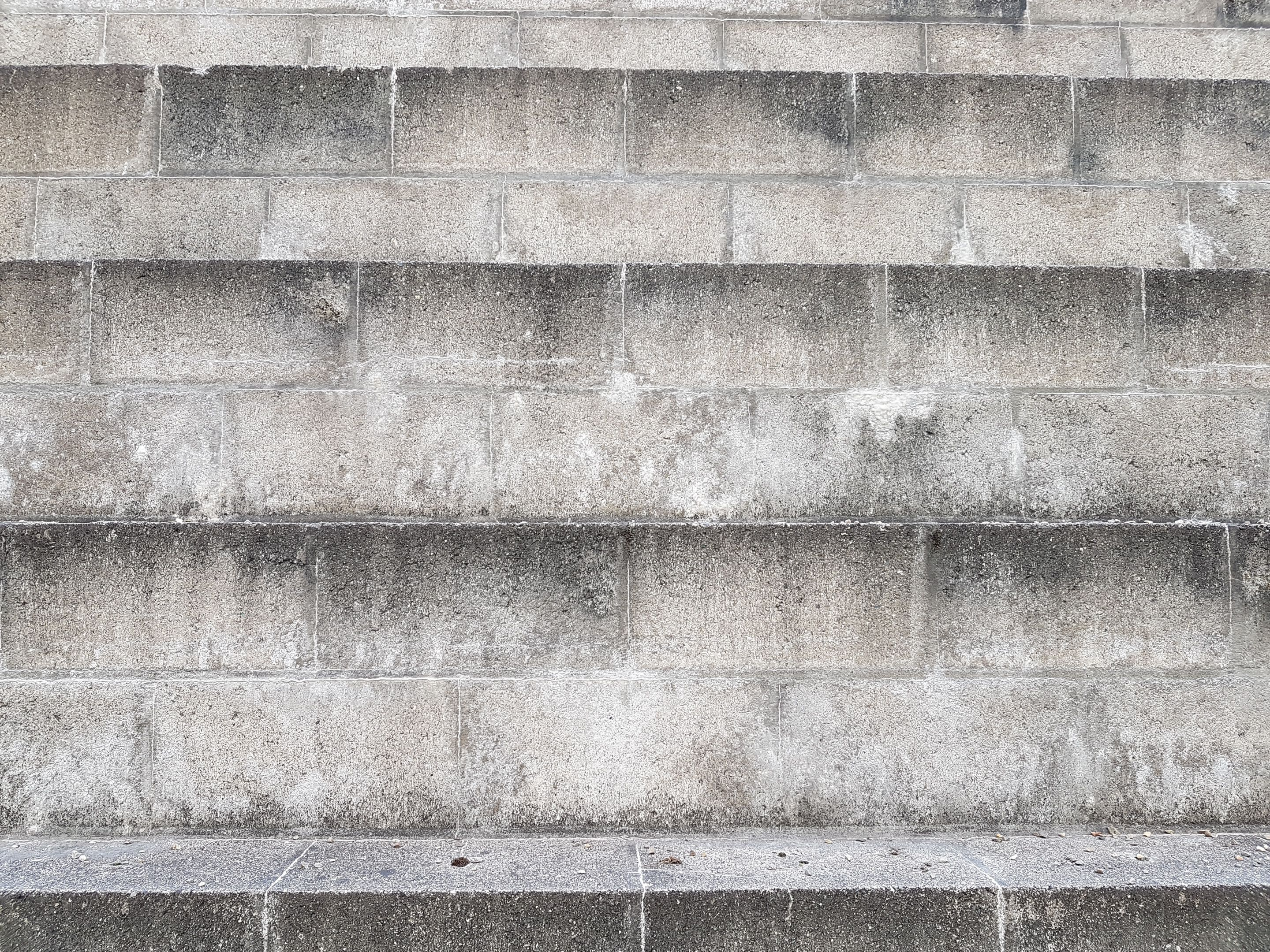
Detail zijkant
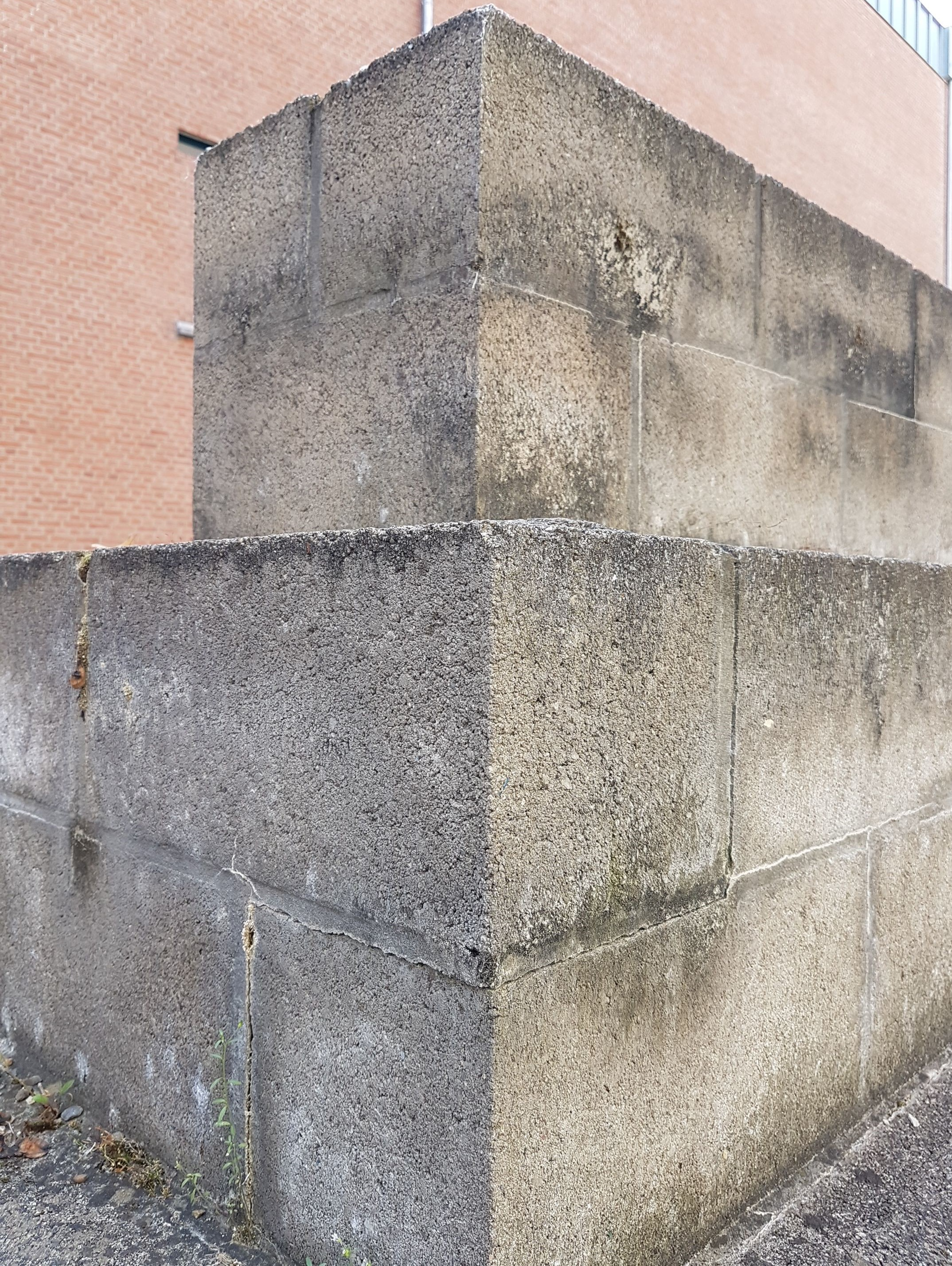
Detail bovenkant

## Kunsthistorische context

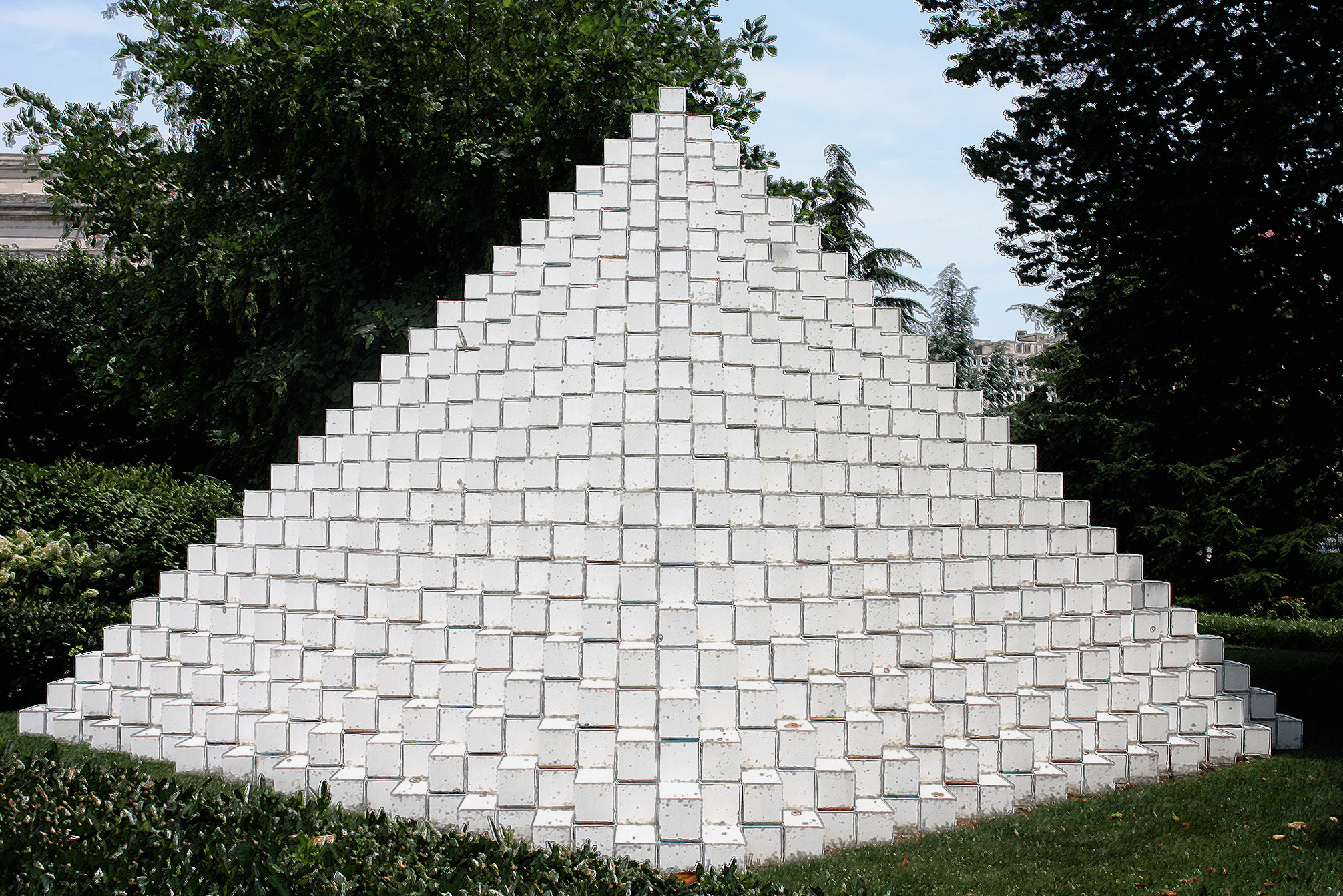
Four-Sided Pyramid (1997/99), National Gallery of Art, Washington D.C.

LeWitt heeft meerdere variaties op het thema 'piramide' gemaakt, zowel tekeningen als sculpturen. Het werk Four-Sided Pyramid (1997/99) in de beeldentuin van de National Gallery of Art in Washington D.C. is een regelmatige vierzijdige piramide, opgebouwd uit betonblokken, en meet circa 10,1 x 9,7 x 4,6 m. Een bijzondere variant op de vierzijdige piramide is het priramide-gedeelte van White Pyramid / Black Form, dat in 1987 onderdeel was van de tienjaarlijkse beeldententoonstelling Skulptur Projekte in Münster. De witte piramide is na de tentoonstelling gescheiden van het zwarte betonblok en bevindt zich thans in Hamburg. De piramide is in feite een kwart van een in vieren gesneden piramide: twee zijden lopen trapsgewijs omhoog; de andere twee zijden, de 'snijvlakken', zijn vlak en verticaal. De afmetingen van het grondvlak bedragen circa 4,16 x 4,16 m; de hoogte bedraagt bijna 4 m. In het beeldenpark Gibbs Farm in het Kaipara District in het noordelijk puntje van Nieuw-Zeeland bevindt zich de 'liggende' piramide Pyramid (Keystone NZ) uit 1997. Het werk is opgebouwd uit standaard betonstenen en beslaat een grondvlak van 16 x 16 m met een hoogte van 7,75 m. De bijzondere vorm is verkregen door een vierzijdige piramide doormidden te snijden en de onderkanten tegen elkaar te leggen met het snijvlak naar beneden. Laatstgenoemde sculptuur is verreweg de grootste en bestaat net als Long Pyramid uit grijze betonstenen. De andere genoemde voorbeelden zijn aan de buitenkant met witte betonstenen bedekt, zoals op bouwfoto's is te zien.